# مهرجان المحبة
مهرجان المحبة مهرجان فني ثقافي سياحي رياضي يقام في مدينة اللاذقية على البحر المتوسط في سوريا خلال الفترة من 2 وحتى 12 أغسطس سنوياً ويطلق علية كذلك مهرجان الباسل.
يتميز مهرجان المحبة بفعاليات مختلفة تتضمن معارض للفنون تشكيلية ومعارض أثرية وأمسيات شعرية وندوات ثقافية وحفلات فنية ومسابقات وألعاب رياضية ، كالسباحة وكرة القدم وسباق الخيول وعدد من الفعاليات والنشاطات المختلفة.
وتتميز أيام وليالي مهرجان المحبة بحفلاته اليومية الفنية لكبار الفنانين وبمشاركة نخبة من المطربين والمطربات من السوريين والعرب واعلام الأدب والشعر والفن التشكيلي .
وتزدحم مدينة اللاذقية خلال هذه الفترة بالزوار والسياح طول مدة المهرجان حيث يتوافد إليها الزائرين من سوريا ومن خارجها وخاصة أن المهرجان يقام في فصل الصيف والمدينة تعج بالسياح الذين يقصدون المنتجعات البحرية على شاطئ البحر المتوسط  والمصايف الجبلية المتناثرة في قمم الجبال الساحلية السورية وتحيط بها الغابات الرائعة .

## سبب إقامة المهرجان ونشأته
في العام 1987 أقيمت دروة ألعاب البحر الأبيض المتوسط 1987 حيث استضافتها مدينة اللاذقية ومنذ العام 1988 يقام هذا المهرجان تكريما لتلك المناسبة في التاريخ نفسه من كل عام إلا أنه في العام 2012 أقتصرت الفعاليات على بعض الفعاليات الرياضية و الهبوط المظلي نظرا للأوضاع التي تمر بها سوريا.